# Bestuurlijke indeling van Turkije

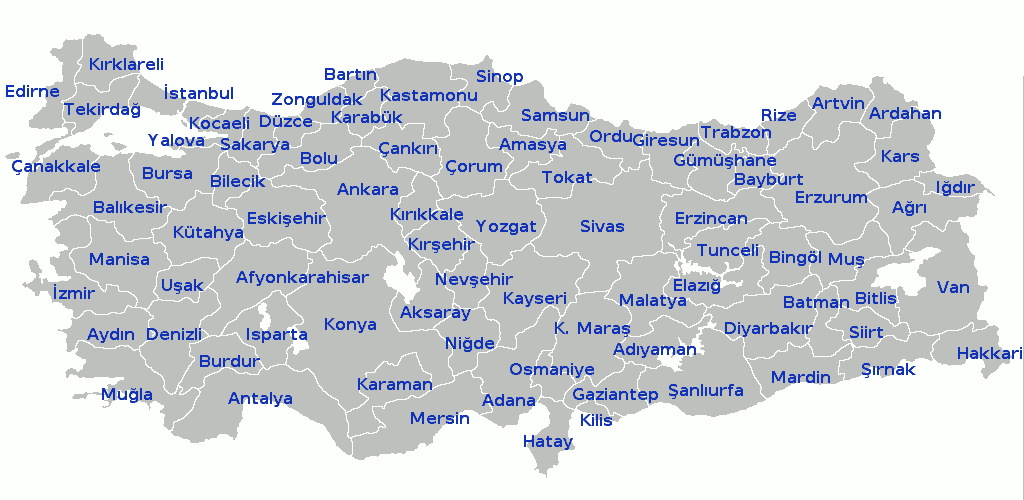
Provincies en grootstedelijke gemeenten

De bestuurlijke indeling van Turkije bestaat naast de centrale overheid uit één tot drie bestuurslagen. Turkije is verdeeld in provincies en metropolitane gemeenten.

## De provincies, districten en gemeenten binnen de provincies
De provincies (İl) worden bestuurd door een aan het ministerie van binnenlandse zaken ondergeschikte gouverneur, de Vali. De vali wordt benoemd door de regering en hij is vertegenwoordiger van de regering en de ministeries in de provincie. Hij wordt ondersteund door een voor vijf jaar gekozen raad (il meclisi).
De districten (ilçeler, enkelvoud İlçe) vormen de onderverdeling van de provincies en hebben meestal de naam van de hoofdstad van het district. Aan het hoofd van een district staat een (sub)-gouverneur (kaymakam). In het district van de provinciehoofdstad is dat een vice-gouverneur.
In delen van het district kunnen gemeenten (Belediye, belde of beldeler) worden ingesteld. Deze hebben als organen van de stad de (direct gekozen) burgemeester (belediye başkanı), de (direct gekozen) stadsvergadering (belediye meclisi) en als uitvoerend orgaan de stadsraad (belediye encümeni). De stadsraad bestaat uit de burgemeester, drie leden van de stadsvergadering en drie ambtenaren. Er bestaan ook niet gemeentelijk ingedeelde gebieden, die geen eigen bestuur hebben, maar direct door het district worden bestuurd. De Turkse gemeenten kunnen verder bestaan uit één of meerdere dorpen (köy). Deze dorpen worden elk vertegenwoordigd door een door de bewoners gekozen muhtar (dorps- of wijkhoofd).

## De grootstedelijke gemeenten en districten
De grootstedelijke gemeenten (Büyükşehir belediye) vallen samen met de provincies waarin zij zijn gelegen. Deze provincies hebben geen eigen organen meer. Provincies met meer dan 750.000 inwoners zijn daarmee omgezet in Grootstedelijke gemeenten (Büyükşehir belediye). De grootstedelijke gemeente is zelf verder onderverdeeld in gemeentelijke districten (Ilçe belediyesi), met eigen burgemeesters en raden. De burgemeester van de grootstedelijke gemeente draagt de titel Büyükşehir Belediye Başkanı. De gemeenteraad is niet direct gekozen, maar bestaat uit vertegenwoordigers van de districtsraden.
Adana · Adıyaman · Afyonkarahisar · Ağrı · Aksaray · Amasya · Ankara · Antalya · Ardahan · Artvin · Aydın · Balıkesir · Bartın · Batman · Bayburt · Bilecik · Bingöl · Bitlis · Bolu · Burdur · Bursa · Çanakkale · Çankırı · Çorum · Denizli · Diyarbakır · Düzce · Edirne · Elazığ · Erzincan · Erzurum · Eskişehir · Gaziantep · Giresun · Gümüşhane · Hakkâri · Hatay · Iğdır · Isparta · Istanbul · İzmir · Kahramanmaraş · Karabük · Karaman · Kars · Kastamonu · Kayseri · Kilis · Kırıkkale · Kırklareli · Kırşehir · Kocaeli · Konya · Kütahya · Malatya · Manisa · Mardin · Mersin · Muğla · Muş · Nevşehir · Niğde · Ordu · Osmaniye · Rize · Sakarya · Samsun · Şanlıurfa · Siirt · Sinop · Şırnak · Sivas · Tekirdağ · Tokat · Trabzon · Tunceli · Uşak · Van · Yalova · Yozgat · Zonguldak